# Шушин Іван Федорович
Іва́н Фе́дорович Шу́шин (рос. Иван Фёдорович Шушин; 20 квітня 1924 — 24 липня 1943) — радянський військовик часів Другої світової війни, кулеметник 2-ї кулеметної роти 192-го гвардійського стрілецького полку 63-ї гвардійської стрілецької дивізії (67-ма армія, Ленінградський фронт), гвардії червоноармієць. Герой Радянського Союзу (1944).

## Життєпис
Народився в селі Городищі, нині Осановецького сільського поселення Гавриловопосадського району Івановської області Росії, в селянській родині. Росіянин. Здобув неповну середню освіту.
Працював у колгоспі, був мотористом на аеродромі. З початком німецько-радянської війни вступив до МТС.
До лав РСЧА призваний Гавриловопосадським РВК Івановської області у 1942 році. На фронті — з серпня 1942 року.
Особливо відзначився в бою поблизу станції Мга 24 липня 1943 року. Підтримуючи наступ свого підрозділу, вогнем з кулемета знищив кілька солдатів супротивника. Від вибуху міни був поранений, а кулемет став непридатним для подальшого використання. Взявши до рук гвинтівку, пішов у бій разом з наступаючим підрозділом. Одним з перших досяг ворожої траншеї. Загинув у цьому бою.
Похований у братській могилі в місті Кіровськ Ленінградської області.

## Нагороди
Указом Президії Верховної Ради СРСР від 21 лютого 1944 року «за зразкове виконання бойових завдань командування на фронті боротьби з німецькими загарбниками та виявлені при цьому відвагу і героїзм» гвардії червоноармійцю Шушину Івану Федоровичу присвоєне звання Героя Радянського Союзу (посмертно).

## Вшанування пам'яті
Указом Президії Верховної Ради РРФСР від 13 січня 1949 року селище Калліола (Приозерський район Ленінградської області) було перейменовано на Шушино.
У селищі Севастьянове того ж району встановлено пам'ятний знак.
Ім'ям Івана Шушина названо вулиці в містах Іваново та Гаврилів Посад Іванівської області.
У рідному селі Городищі, у місті Гаврилів Посад (на будівлі школи) та місті Кіровськ Ленінградської області встановлено меморіальні дошки.